# Подол (Калязінський район)
Подол (рос. Подол) — присілок в Калязінському районі Тверської області Російської Федерації.
Населення становить 23 особи. Входить до складу муніципального утворення Нерльське сільське поселення.

## Історія
Від 2005 року входило до складу муніципального утворення Нерльське сільське поселення.

## Населення
| 1859 | 1888 | 1897 | 2002 | 2010 |
| ---- | ---- | ---- | ---- | ---- |
| 584  | ↗660 | ↘544 | ↘36  | ↘23  |